# Ion Antonescu
Ion Victor Antonescu (Piteşti, 15. lipnja 1882. – Jilava, 1. lipnja 1946.) je bio premijer i conducător Rumunjske u Drugom svjetskom ratu od 4. rujna 1940. do 23. kolovoza 1944.
Nakon što je 28. srpnja 1940. godine sukladno Paktu Molotov-Ribbentrop iz 1939. godine SSSR okupira Rumunjske teritorije Moldaviju i Sjevernu Bukovinu, 30. kolovoza 1940. god. je Njemačka prisilila vladu Kraljevine Rumunjske da ustupi Mađarskoj Sjevernu Transilvaniju (područje približne veličine Hrvatske, s tadašnjih oko 2,5 milijuna stanovnika). Demoralizirane državne vlasti u Bukureštu - svjesne sudbine svojeg bliskog saveznika Poljske 1939. godine i suočeni s potpunim porazom svojeg glavnog međunarodnog zaštitnika Francuske (koja je kapitulirala 6. srpnja 1940.), pristaju da vlast u zemlji dana 5. rujna 1940. preuzme do tada zbog sukoba s vladom konfinirani general Ion Victor Antonescu, povezan s radikalno desnom političkom organizacijom  "Željezna garda".
Antonescu je raspustio parlament i prisilio kralja Karla I. na abikaciju, te je 6. rujna 1940. godine na prijestolje instaliran kraljev 18 - godišnji sin Mihael I.
Antonescu je odmah raskinuo dotadašnji savez Rumunjske s Velikom Britanijom i sklopio savez s Hitlerom, čime je Nacistička Njemačka ostvarila strateški važan pristup nafti s rumunjskih naftnih polja. 
Rumunjska je pod Antonescuom vrlo predano sudjelovala u napadu Njemačke na Sovjetski savez u lipnju 1941. godine, nakon čega je Rumunjska na nekoliko godina povratila Moldaviju i Sjevernu Bukovinu, te joj je kao vjernom savezniku (broj rumunjskih vojnika koji je ratovao na teritoriju Sovjetskog saveza rastao je od 600 tisuća 1941. godine prema 1,2 milijuna 1944. godine; u ratovanju protiv Sovjetskog saveza poginulo je 306.000 rumunjskih vojnika) dozvolila da okupiraju Odesu i ukrajinski teritorij od oko 42.000 km2 s tada oko 2,5 milijuna stanovnika (od toga oko 8,4% etničkih Rumunja) sjeverno od tog grada na Crnom moru ("Transnistria").
Antoneuscuov režim je predano surađivao s Hitlerovom Njemačkom u ubijanju i deportiranju u logore smrti Židova na područjima koje su bila predmet ratovanja sa SSSR-om, te je u Moldaviji, Bukovini i Transnistriji smrtno stradalo približno polovinu od oko 0,3 milijuna Židova koji su živjeli u tim krajevima. U drugim dijelovima Rumunjske Židovi su bili izloženi antisemitskim zakonima - poput prisilnog rada i nošenja žute zvijezde na odjeći - ali su uglavnom bili pošteđeni od deportacija u logore i ubojstava, te je kasnija rumunjska židovska zajednica od oko 280.000 ljudi (koja se iz Rumunsjke skoro sva bila iselila do početka 1960.-ih godina) bila jedan od glavnih izvora židovskog naseljavanja u Izrael.
Kada su se Sovjetske snage približavale Bukareštu, Antonescu je pozvan u kraljevski dvor 23. kolovoza 1944. godine, te je tu uhićen i poslije predan Sovjetima. Godine 1946. mu je suđeno pred Narodnim tribunalom u Bukureštu, i proglašen je krivim za izdaju rumunjskog naroda u korist Nacističke Njemačke, ekonomsko i političko pokoravanje Rumunjske Njemačkoj, suradnju sa Željeznom gardom, ubojstva političkih protivnika, masovna ubojstva civila i zločine protiv mira, kao i za sudjelovanje u njemačkoj invaziji na SSSR. Osuđen je na smrt i streljan 1. lipnja 1946. u zatvoru u Jilavi.

## Vanjske poveznice
- The report of the International Commission on the Holocaust in Romania was submitted to President Ion Iliescu in Bucharest on November 11, 2004  Arhivirana inačica izvorne stranice od 18. veljače 2009. (Wayback Machine)
- Video - Ion Antonescu and Horia Sima - 1940
- Actual footage of Antonescu's death before a firing squad. (May be unsuitable for sensitive viewers)  Arhivirana inačica izvorne stranice od 17. travnja 2011. (Wayback Machine)